# 格皮德人

格皮德王国最大版图

格皮德人（拉丁语：Gepidae；原始日耳曼语：Gibiðaz），又称戈比德人、格皮特人、日皮德人，是东日耳曼哥特族部落。

## 历史
匈人君主阿提拉死后，格皮德王阿尔达里克纠集各日耳曼部落，反抗匈人的统治。454年，匈王埃拉克在尼达欧战役中被日耳曼联军击杀，自此匈人帝国灭亡。这也是格皮德人最著名的事迹。格皮德王国（Gepidia）的领土包括现在的罗马尼亚、斯洛文尼亚、匈牙利、塞尔维亚。
在东罗马帝国的设计下，格皮德人和伦巴第人交恶，558年，伦巴第王子阿尔博因杀死了格皮德王储图里斯蒙德。两国后来和解，格皮德王图里辛德将自己的孙女罗莎蒙德（图里斯蒙德的弟弟坎尼蒙德的女儿）嫁给了阿尔博因。566年，在来自亚洲的强大游牧民族阿瓦尔人的帮助下，阿尔博因打败了格皮德人，杀害了当时的格皮德人的首领坎尼蒙德，以坎尼蒙德的头骨当杯子（即骷髅杯）。

569年至572年间，阿尔博因征服了意大利北部，建立起伦巴第王国，阿尔博因在完成他的功业之后不久，他妻子罗莎蒙德谋杀了他，也许是要为父亲和自己受到的屈辱报仇。

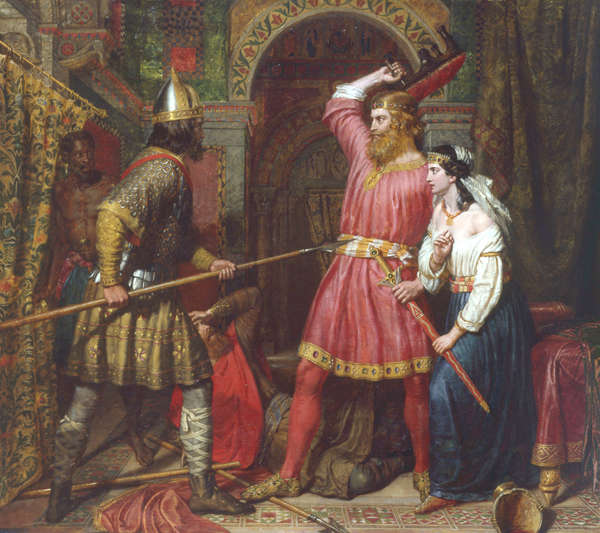
阿尔博因遇刺

## 格皮德君主列表
- 阿尔达里克（Ardaric）, fl. 约454年
- Gunderit（法语：Giesmus）
- Thraustila（法语：Thraustila (roi)）, fl. 488
- Thrasaric（法语：Thrasaric）, fl. 505
- 蒙多努斯（Mundonus）
- 厄列蒙德（Elemund）, ?-548
- 图里辛德Thurisind, 548-c. 560
- 坎尼蒙德Cunimund, c. 560-567